# Унтершляйсгайм
Унтершляйсгайм (нім. Unterschleißheim) — місто в Німеччині, розташоване в землі Баварія. Підпорядковується адміністративному округу Верхня Баварія. Входить до складу району Мюнхен.
Площа — 14,93 км2. Населення становить 28 824 ос. (станом на 31 грудня 2020).